# Thon Buri (quận)
Thon Buri (tiếng Thái: ธนบุรี) là một trong 50 quận (khet) của Bangkok, Thái Lan. Quận này nằm ở bờ tây của sông Chao Phraya và đã từng thuộc tỉnh Thon Buri. Các quận giáp ranh (từ phía bắc theo chiều kim đồng hồ) là: Bangkok Yai, Phra Nakhon (qua sông Chao Phraya), Khlong San, Bang Kho Laem (qua Chao Phraya), Rat Burana, Chom Thong và Phasi Charoen.

## Lịch sử
Huyện này trước đây có tên là Amphoe Ratchakhrue (ราชคฤห์) do nó nằm ở gần chùa (wat) có cùng tên. Nó đã được đổi tên thành Amphoe Bang Yi Ruea ngày 11 tháng 7 năm 1916 (do vị trí của văn phòng huyện mới), và cuối cùng là thành tên Thon Buri ngày 17 tháng 4 năm 1939. Huyện này sau đó thuộc tỉnh Thon Buri. Tháng 12 năm 1971, tỉnh này được nhập vào Bangkok để tạo thành vùng đô thị Bangkok.

## Các địa điểm

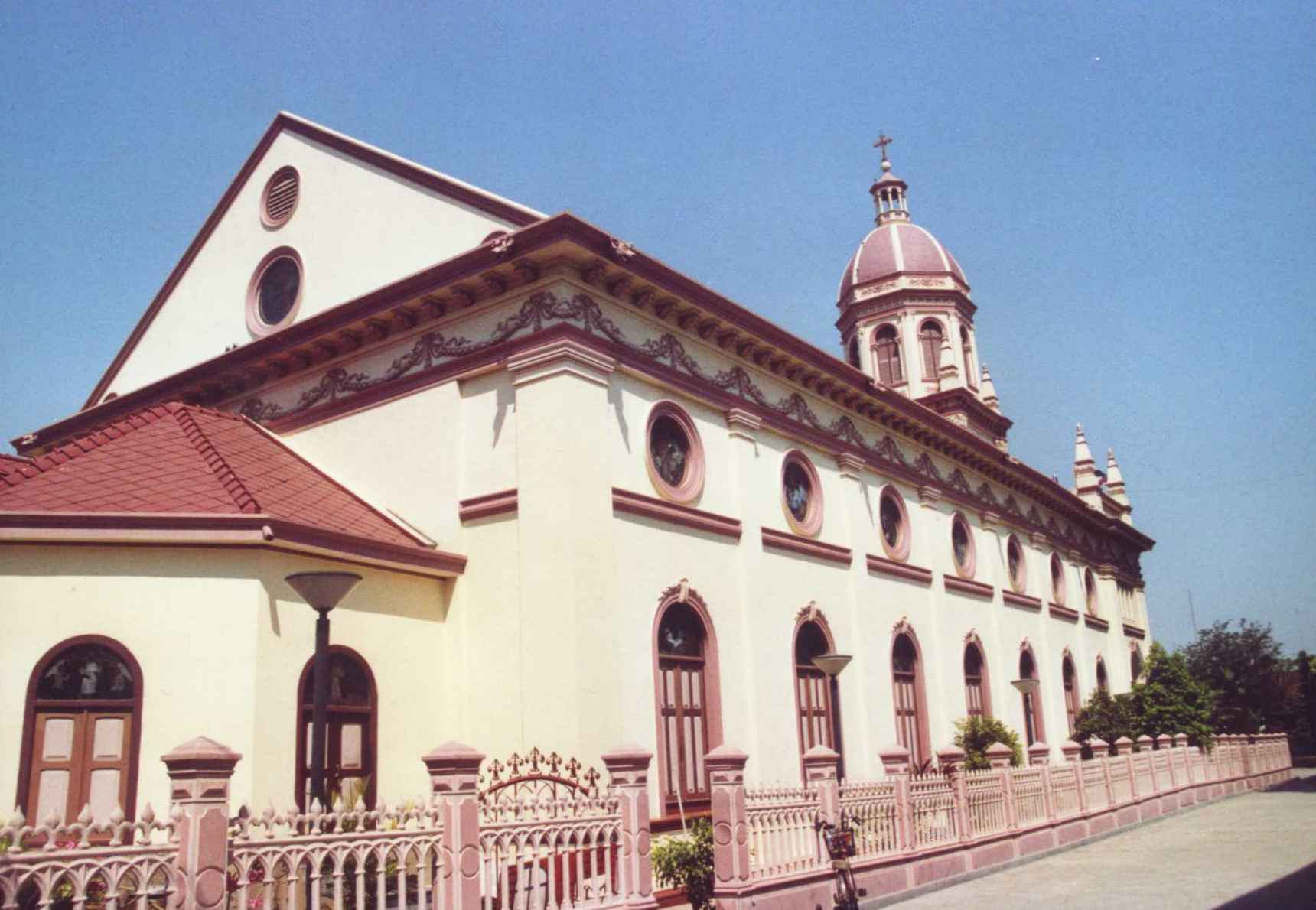
Nhà thờ Santa Cruz

- Tượng Taksin ở Wong Wian Yai (วงเวียนใหญ่)
- Nhà thờ Santa Cruz
- Wat Kanlaya
- Wat Intharam
- Wat Bang Yi Ruea

## Các khu mua sắm
- The Mall Tha Phra
- Carrefour Israphap
- Robinson Ladya
- Makro Charan Sanitwong
- Merry Kings Wong Wian Yai

## Các đơn vị hành chính
Quận này được chia thành 5 phó quận (kwaeng).
| 1. | Wat Kanlaya  | วัดกัลยาณ์  |
| 2. | Hiran Ruchi  | หิรัญรูจี    |
| 3. | Bang Yi Ruea | บางยี่เรือ  |
| 4. | Bukkhalo     | บุคคโล    |
| 5. | Talat Phlu   | ตลาดพลู   |
| 6. | Dao Khanong  | ดาวคะนอง |
| 7. | Samre        | สำเหร่    |